# Pokolj u Gornjim Jamama 11. prosinca 1991.

Pokolj u Gornjim Jamama je bio ratni zločin, počinjen 11. prosinca 1991.
Počinili su ga srpski teroristi nad Hrvatima iz sela Gornje Jame kod Gline. Žrtva je bio i jedan Srbin koji je ostao braniti svoje sumještane Hrvate. 

## Tijek događaja
Domaći pobunjeni Srbi, pripadnici postrojbe tzv. Republike Srpske Krajine. tzv. "šiltovi (wikizvor)" su ubili 15 osoba hrvatske nacionalnosti, od kojih su tri osobe bila malodobna djeca. 
Žrtve su bile iz pet obitelji. Iz prve obitelji su ubijeni roditeljski par i njihove dvije kćeri u dječjoj dobi (od 8 i 14 godina), iz druge obitelji, ubijeni su otac i njegova dva sina (ubijeni kod škole), a u trećoj obitelji su ubijeni mati, sin dječje dobi (10 godina) i njenih dvoje roditelja, jedna starica iz Gornjih Jama, tri starice iz susjednih sela što su se zatekle u selu i još jednu stariju mušku osobu.
Pobunjeni srpski teroristi su ubili i 50-godišnjeg Srbina Gojka Pavlovića, sumještanina ubijenih Hrvata, koji je ostao u selu, ne napustivši svoje susjede Hrvate, i koji se usprotivio pokolju koji je predstojio (mještane su "šiltovi" stjerali u jednu kuću vlasnika Hrvata). Uporno je ponavljao da ti uhićeni Hrvati nikada nikome nisu nikakvo zlo učinili, vikom napominjući da je troje djece među tim uhićenicima.
Njegove su pokušaje teroristi prekinuli paljbom iz strojnice, ubivši ga na mjestu.
Sve žrtve su potom u toj kući zapaljene, kao i cijelo selo.

## Posljedice
Ratni zločin je još više pogodio ovo izolirano selo, tako da se iz obližnje Prekope kod Gline može do ovog mjesta doći samo šumskim putem koji je 2007. u iznimno lošem stanju., punom ostataka opekâ, kamena i podnih ploča iz porušene crkve u Glini. 
Jedino što napućiva gdje su Gornje Jame je cestovni natpis u Prekopi.
Samo selo je sasvim uništeno. Nenaseljeno je, spomen-grobišne oznake žrtvama iz Gornjih Jama uopće nema.
Spomen-obilježje napravljeno je naposljetku uz kapelicu Ranjenog Isusa.

## Sudske mjere
Županijsko državno odvjetništvo je podnijelo istražni zahtjev protiv više osoba zbog ratnog zločina protiv civilnog stanovništva i ratnog zločina protiv ratnih zarobljenika.

## Vanjske poveznice
- "Glas koncila" Podlistak u 6 nastavaka: Zaboravljene hrvatske žrtve Gornje Jame, Glina
- Županijsko državno odvjetništvo u Sisku  Arhivirana inačica izvorne stranice od 14. prosinca 2007. (Wayback Machine) Podnijet istražni zahtjev protiv više osoba zbog ratnog zločina protiv civilnog stanovništva i ratnog zločina protiv ratnih zarobljenika
- Prekopa Obližnje selo Prekopa na fallingrain.com
- Hrvatski informativni centar  Arhivirana inačica izvorne stranice od 12. siječnja 2008. (Wayback Machine) Popis "šiltova" na osnovi zaplijenjenih dokumenata nakon akcije "Oluja"
- Domovinski rat On Line![neaktivna poveznica] Zaboravljene hrvatske žrtve
- Obljetnica mučkog ubojstva 15 hrvatskih civila u Gornjim Jamama - spomenploča  Arhivirana inačica izvorne stranice od 13. prosinca 2012. (Wayback Machine)